# Felipe Yáñez
Felipe Yáñez de la Torre, (Cózar, Ciudad Real, 21 de janeiro de 1953) foi um ciclista profissional desde 1977 até 1988, durante os que conseguiu um total de 21 vitórias.
Estreiou como ciclista profissional com a equipa vitoriano Kas, de facto a sua licença desportiva era alavesa. Foi um grande escalador especilializado em ganhar o Grande Prêmio de Montanha, título que conseguiu em duas ocasiões na Volta a Espanha. Ademais, foi campeão espanhol de fundo em estrada em 1982.
Na Volta a Espanha de 1987 voltou a ganhar uma etapa com final em Pamplona depois de uma longa fuga. No entanto foi desclassificado por dopagem. A contra análise também resultou positivo e Felipe Yáñez foi relegado ao último lugar da etapa. Ademais, teve que pagar uma multa de mil francos suíços e completar uma suspensão de um mês. Antonio Esparza, segundo na etapa, foi declarado ganhador.

## Palmarés
| - 1973 - Memorial Valenciaga - 1977 - 1 etapa da Volta a Aragão - 1978 - 1 etapa da Volta a Aragão - 1979 - 1 etapa mais a classificação da montanha da Volta a Espanha - 1 etapa da Volta a Cantábria - 1980 - Circuito de Getxo - 1 etapa da Volta ao País Basco - 1 etapa da Volta a Cantábria - 1 etapa da Volta a Castilha - G.P. Llodio - 1981 - 1 etapa da Volta às Astúrias | - 1982 - Campeonato da Espanha em estrada - 1983 - Volta aos Vales Mineiros - 1 etapa da Volta a Burgos - 1984 - Classificação da montanha da Volta a Espanha - 1 etapa da Setmana Catalã - 1985 - 1 etapa da Volta a Múrcia - 1 etapa da Volta a Castela e Leão - 1986 - Setmana Catalã, mais 1 etapa - 1 etapa da Volta a Espanha |

## Resultados em Grandes Voltas
| Carreira               | 1979 | 1980 | 1981 | 1982  | 1983 | 1984 | 1985 | 1986 | 1987 | 1988 |
| ---------------------- | ---- | ---- | ---- | ----- | ---- | ---- | ---- | ---- | ---- | ---- |
| Giro d'Italia          | -    | -    | -    | -     | -    | -    | -    | -    | -    | -    |
| Tour de France         | -    | Ab.  | -    | 110.º | -    | -    | -    | -    | -    | -    |
| Volta a Espanha        | 7.º  | 30.º | -    | Ab.   | -    | 20.º | Ab.  | 26.º | Ab.  | Ab.  |
| Mundial Contrarrelógio | -    | -    | -    | -     | -    | -    | -    | -    | -    | -    |

-: não participa

Ab.: abandono